# Olivia Holdt
Olivia Møller Holdt (født 7. juni 2001) er en kvindelig dansk fodboldspiller, der spiller midtbane for Tottenham Hotspur i FA Women's Super League og Danmarks kvindefodboldlandshold.
Hun var desuden, den sjette mest scorende spiller i Elitedivisionen 2019-20.
Hun blev i marts 2021, udtaget af landstræner Lars Søndergaard på A-landsholdet, til en venskabskamp mod Irland i Dublin d. 8. april 2021. Hun blev indskiftet i 72' minut, som erstatning for Signe Bruun. Hun var også med i truppen til den efterfølgende venskabskamp mod Wales, hvor hun også blev skiftet ind i løbet af kampen.
Hun blev kåret som Årets Spiller i Elitedivisionen 2020-21.

## Meritter
- Elitedivisionen
  - Bronze: 2019, 2021

## Bedrifter
- Elitedivisionen
  - Årets Spiller: 2021[5]